# Natalia Mărășescu
Natalia Mărășescu (n. Andrei; n. 3 octombrie 1952, Căpreni, România) este o fostă atletă română, alergătoare în probe de medie și lungă distanță.

## Biografie
Din 1969 a practicat atletismul la CSM Craiova, primul antrenor fiind Ionel Ghiță. A debutat pe scena internațională la Campionatele Europene de Atletism pentru Juniori din 1970 de la Paris, unde s-a clasat pe locul 8 la alergare pe 1500 metri. La Campionatul European în sală din 1975 sportiva a cucerit medalia de aur la 1500 m. La ediția din 1976 a obținut argintul. În același an a participat la Jocurile Olimpice de la Montreal dar nu s-a calificat în finală.
În anul 1978 atleta a câștigat medaliile de argint la Campionatul European în sală la 1500 m și la Campionatul European la 1500 m și 3000 m. În același an a devenit vicecampioană mondială la Campionatul Mondial de Cros și cu echipa României (Natalia Mărășescu, Maricica Puică, Georgeta Gazibara, Antoaneta Iacob, Fița Lovin) a cucerit medalia de aur. La Campionatul European în sală din 1979 a câștigat din nou medalia de aur la 1500 m. Tot în acel an ea a fost suspendată pentru dopaj. În anul următor, s-a clasat pe locul 8 la Jocurile Olimpice de la Moscova.
Natalia Andrei a stabilit două recorduri mondiale la milă. Din 1975 până în 1981 a fost soția fostului antrenor de atletism Nicolae Mărășescu.
După retragera sa din activitate  a fost antrenor și șefa Direcției Județene de Sport și Tineret Dolj.
În 2000 i-a fost conferită Crucea Națională „Serviciul Credincios” clasa I și în 2004 a primit Ordinul Meritul Sportiv clasa a II-a. Din 2007 este cetățean de onoare al Craiovei.

## Realizări
| An   | Competiție                               | Locație                 | Loc | Eveniment | Note    |
| ---- | ---------------------------------------- | ----------------------- | --- | --------- | ------- |
| 1970 | Campionatul European de Juniori (sub 20) | Paris, Franța           | 8   | 1500 m    | 4:34,49 |
| 1974 | Campionatul European                     | Roma, Italia            | 14  | 1500 m    | 4:14,1  |
| 1974 | Campionatul European                     | Roma, Italia            | 4   | 3000 m    | 8:58,95 |
| 1975 | Campionatul European în sală             | Katowice, Polonia       | 1   | 1500 m    | 4:14,7  |
| 1975 | Universiada                              | Roma, Italia            | 2   | 1500 m    | 4:08,84 |
| 1975 | Universiada                              | Roma, Italia            | 1   | 3000 m    | 8:54,09 |
| 1976 | Campionatul European în sală             | München, Germania       | 2   | 1500 m    | 4:15,6  |
| 1976 | Jocurile Olimpice                        | Montreal, Canada        | 15  | 1500 m    | 4:07,92 |
| 1977 | Universiada                              | Sofia, Bulgaria         | 2   | 1500 m    | 4:06,4  |
| 1978 | Campionatul European în sală             | Milano, Italia          | 2   | 1500 m    | 4:07,4  |
| 1978 | Campionatul Mondial de Cros              | Glasgow, Regatul Unit   | 2   | 4,728 km  | 16:49   |
| 1978 | Campionatul Mondial de Cros              | Glasgow, Regatul Unit   | 1   | echipe    | 16:49   |
| 1978 | Campionatul European                     | Praga, Cehoslovacia     | 2   | 1500 m    | 3:59,77 |
| 1978 | Campionatul European                     | Praga, Cehoslovacia     | 2   | 3000 m    | 8:33,53 |
| 1979 | Campionatul European în sală             | Viena, Austria          | 1   | 1500 m    | 4:03,5  |
| 1979 | Universiada                              | Ciudad de México, Mexic | 1   | 1500 m    | 4:13,9  |
| 1980 | Jocurile Olimpice                        | Moscova, Rusia          | 8   | 1500 m    | 4:04,74 |

## Recorduri personale
| Probă          | Performanță | Dată              | Locație   |
| -------------- | ----------- | ----------------- | --------- |
| 800 m          | 2:00,19     | 5 iule 1980       | Pisa      |
| 1500 m         | 3:58,2      | 11 august 1979    | Atena     |
| Milă           | 4:22,09     | 27 ianuarie 1979  | Auckland  |
| 3000 m         | 8:33.53     | 29 august 1978    | Praga     |
| 1500 m în sală | 4:03,0      | 10 februarie 1979 | Budapesta |